# Centro-Norte Baiano
Centro-Norte Baiano è una mesoregione dello Stato di Bahia in Brasile.

## Microregioni
È suddivisa in 5 microregioni:
- Feira de Santana
- Irecê
- Itaberaba
- Jacobina
- Senhor do Bonfim